# 해동여객
해동여객(海東旅客)은 부산광역시 기장군 기장읍 기장대로 313에 본사를 둔 시내버스 운영 업체이다. 송정동에 영업소를 두고 있다.

## 주요 연혁
- 1980년 4월 1일: 회사 설립

## 차고지
- 부산광역시 기장군 기장읍 기장대로 313(동부산공영차고지(본사): 100번, 100-1번, 181번, 1011번 시종착 및 관리)
- 부산광역시 해운대구 해운대로 1118 (송정동) (송정영업소: 141번 시종착 및 관리, 구 본사 주소)

## 운행 노선

### 시내버스
- ● 100번 : 청강리공영차고지 ↔ 해동용궁사 ↔ 송정해수욕장 ↔ 해운대보건소 ↔ 해운대역 ↔ 센텀역 ↔ 토곡한양아파트 ↔ 안락교차로 ↔ 동래구청/동래전화국 ↔ 온천장 ↔ 부산대학교 ↔ 장전역
- ● 100-1번 : 청강리공영차고지 ↔ 송정해수욕장입구 ↔ 신도시시장.아세안문화원 ↔ 해운대역 ↔ 수영4호교 ↔ 부산경상대학교 ↔ 연산역 ↔ 동래역 ↔ 온천장 ↔ 부산대학교 ↔ 장전역
- ● 141번 : 송정해수욕장입구 ↔ 해운대보건소 ↔ 해운대역 ↔ 센텀시티역.벡스코 ↔ 부산지방병무청 ↔ 부산시청 ↔ 롯데호텔 부산 ↔ 당감동
- ● 141번(심야) : 송정해수욕장입구 ↔ 해운대보건소 ↔ 해운대역 ↔ 센텀시티역.벡스코 ↔ 부산지방병무청 ↔ 세정상업고등학교 ↔ 롯데호텔 부산 ↔ 당감동
- ● 181번 : 청강리공영차고지 ↔ 기장군청 ↔ 교리초등학교 ↔ 기장시장 ↔ 청강사거리 ↔ 대변 ↔ 동부산관광단지 ↔ 송정해수욕장 ↔ 신도시시장 ↔ 해운대역 ↔ 벡스코 ↔ 센텀파크 ↔ 센텀초등학교

### 급행버스
- ● 1011번 : 청강리공영차고지 ↔ 해운대역 ↔ 광안대교 ↔ 부산항대교 ↔ 남항대교 ↔ 을숙도대교 ↔ 경제자유구역청(이 노선은 부일여객과 공동배차한다)

## 보유 차량

#### 현대자동차
- 현대 뉴 슈퍼 에어로시티
- 현대 저상 뉴 슈퍼 에어로시티
- 현대 일렉시티
- 현대 유니버스 스페이스 엘레강스
- 현대 뉴 프리미엄 유니버스 엘레강스

## 갤러리

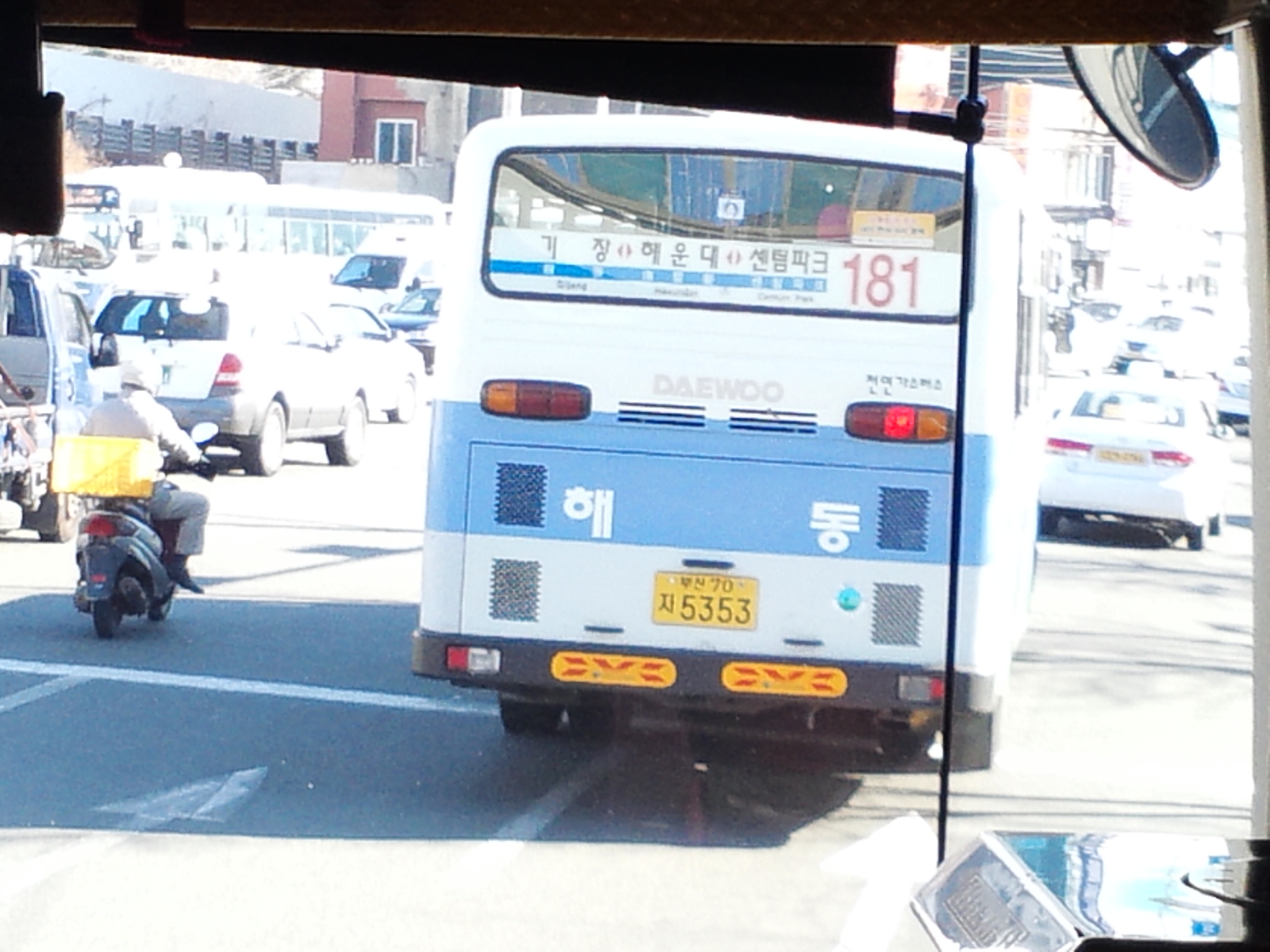
부산시내버스 181번
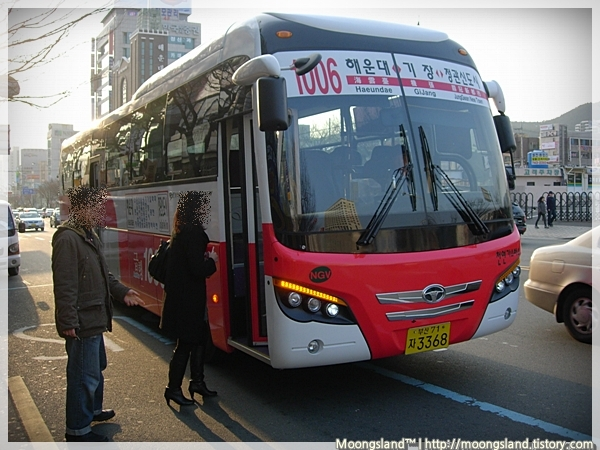
구 부산시내버스 1006번 (현재 시내버스로 전환되어 182번으로 운행 중)
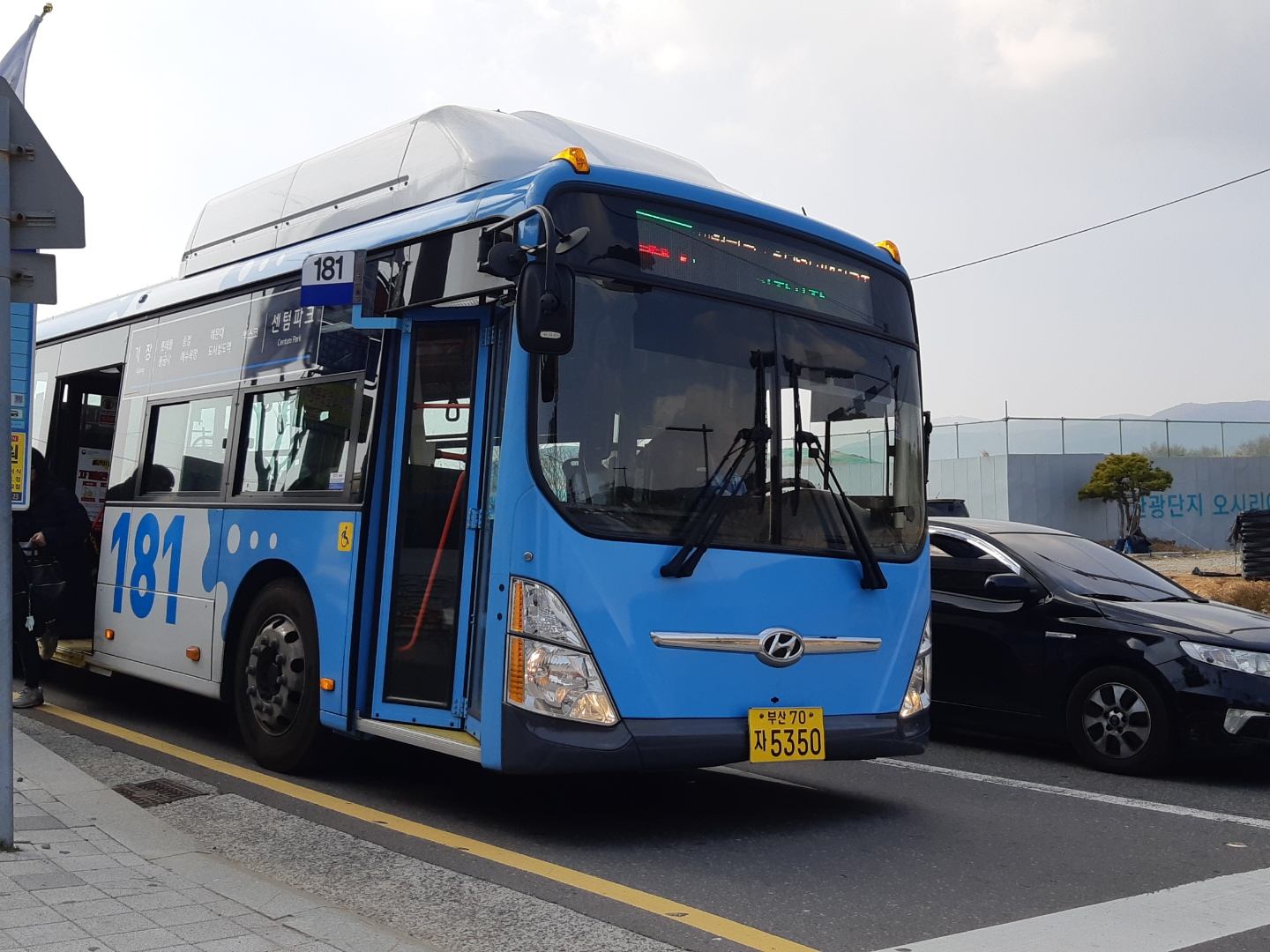
부산시내버스 181번